# (17045) Markert
(17045) Markert (1999 FV32) – planetoida z pasa głównego asteroid okrążająca Słońce w ciągu 3,79 lat w średniej odległości 2,43 j.a. Odkryta 22 marca 1999 roku.